# Río Rodiezmo
El Rodiezmo es un río de la provincia de León, en España. Nace en los montes del norte de la provincia, en las cercanías del pueblo de Viadangos de Arbas, en concreto en el valle de Gistreo. Riega las vegas de Pobladura, San Martín, Rodiezmo y Ventosilla; para acabar desembocando en el río Bernesga a su paso por Villamanín.
En su día fue un río eminentemente truchero, pero debido a los continuos vertidos a sus aguas de todo tipo de residuos, dejó de serlo, aunque en alguna zona aún es posible pescar truchas.
Desde hace unos años se han construido colectores en casi todos los pueblos cuyas vegas riega y se va consiguiendo que sus aguas vuelvan a adquirir, poco a poco, el típico aspecto cristalino de los ríos de montaña, pero recuperarlo nuevamente para la pesca costará bastante tiempo y esfuerzo.
Para aumentar su caudal, se surte de las aguas de diversos regueros que descienden de las montañas cercanas, siendo el más importante el denominado Reguero de las Coladillas.
- Datos: Q6115611
- Multimedia: Rodiezmo River / Q6115611